# Monark-Albin

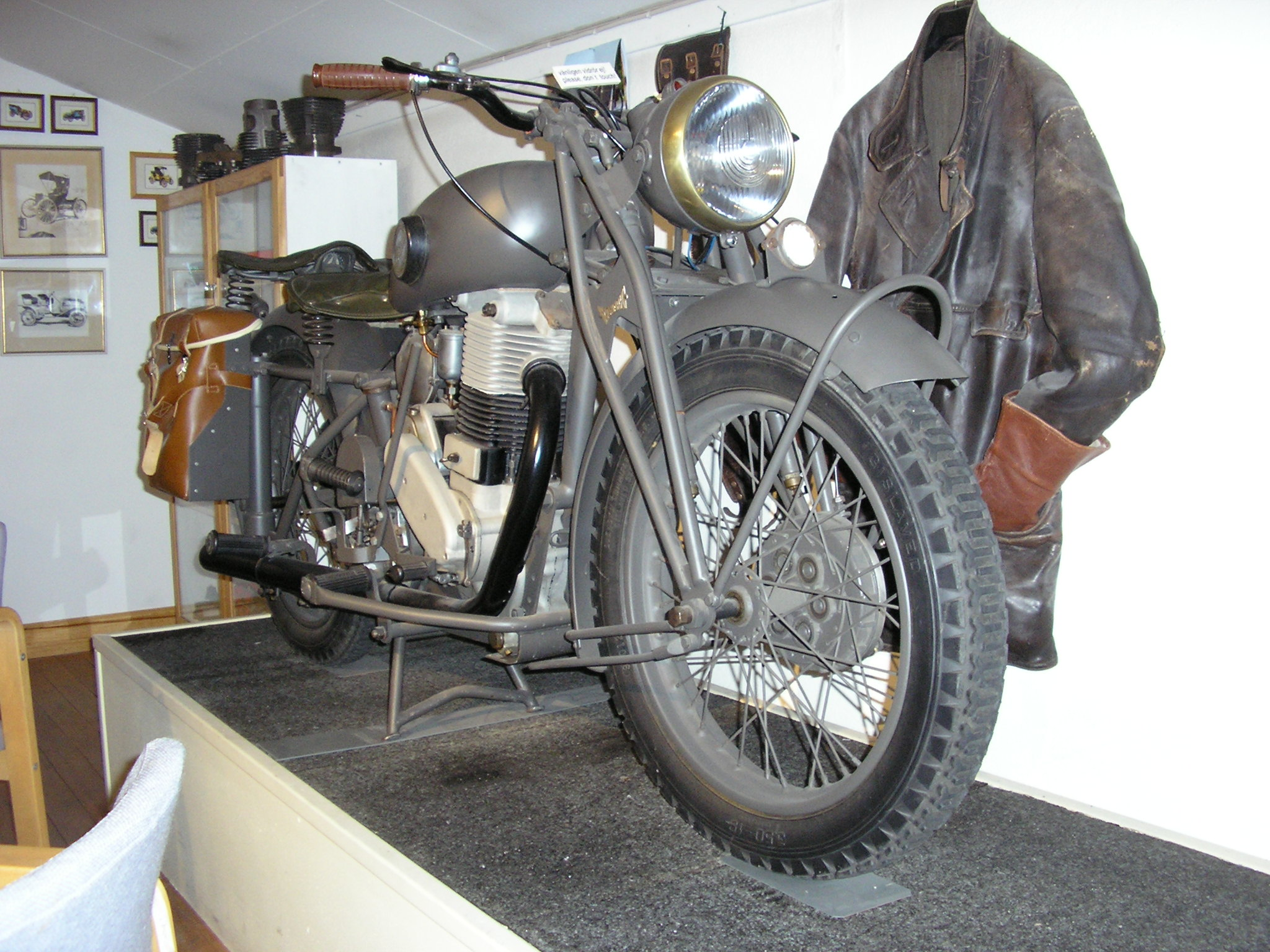
Albin-Monark MC42 (1942)

Monark-Albin var en svensk motorcykeltillverkare. 
Under andra världskriget blev det uppenbart att svenska försvaret saknade en motorcykel för ordonnanser. Läget var akut och försvaret skickade en beställning till Husqvarna. De var dock överhopade med jobb och kunde inte ta ordern. Den delades och Monark tillverkade ramen med utgångspunkt från Husqvarnas 112 TV, och Albin tillverkade motor och växellåda. Motorcykeln konstruerades av Monarks chefskonstruktör Gustav Emil Olsson.
Resultatet blev motorcykeln Monark-Albin m/42, i militära sammanhang även känd som Svensk armémotorcykel m/42. Den tillverkades i två utföranden, den ena med sidventilmotor kallad 500 m/42 SV i 300 exemplar under 1942, den andra med toppventilsmotor kallad 501 m/42 TV i 3000 exemplar under 1943. Det var en robust men tung motorcykel med en vikt omkring 250 kg. Motorn var på 500 cm3. 3 000 exemplar byggdes under kriget och efter kriget sattes ytterligare 100 ihop av överblivna reservdelar.
Detta blev svenska försvarets första standardiserade motorcykel. Den användes sedan i försvaret in på 1960-talet. Efter kriget kom Monark Albin 500 TV att bli den första standardmotorcykeln i Frivilliga Motorcykelkåren (FMCK). Många Monark-Albin byggdes om under 1950-talet och användes till tävlingsverksamhet.